# 15761 Schumi
15761 Schumi è un asteroide della fascia principale. Scoperto nel 1992, presenta un'orbita caratterizzata da un semiasse maggiore pari a 2,6090925 UA e da un'eccentricità di 0,0570560, inclinata di 10,48233° rispetto all'eclittica.
L'asteroide è dedicato al pilota automobilistico tedesco Michael "Schumi" Schumacher, sette volte campione del mondo di Formula 1.